# Schlacht bei Plassey
Die Schlacht bei Plassey fand am 23. Juni 1757 bei Palashi (früher anglisierend Plassey) in Bengalen statt, einem kleinen Dorf zwischen Kalkutta (heute: Kolkata) und Murshidabad. Es war eine Schlacht zwischen den Streitkräften der Britischen Ostindien-Kompanie und denen von Siraj-ud-Daula, dem letzten unabhängigen Nawab von Bengalen.

## Vorgeschichte
Anlass der Schlacht waren der Angriff auf und die Eroberung von Kalkutta durch den Nawab. Um die zunehmende Macht der Kompanie zurückzudrängen, ließ der Nawab von Bengalen in Kolkata Niederlassungen der East India Company besetzen und 146 Europäer inhaftieren. Sie sollen in einem nur 25 Quadratmeter großen Raum eingepfercht worden sein, der das Militärgefängnis der Garnison darstellte und als „Black Hole“ berüchtigt wurde. Nur 23 Personen überlebten die erste Nacht ihrer Inhaftierung. Der Vorfall löste in Großbritannien große Empörung aus und die Kompanie entsandte daraufhin Truppen.
Diesen Ereignissen war ein Disput vorausgegangen, weil die Briten neue Befestigungen errichtet und Kanonen aufgestellt hatten, ohne den Nawab um Erlaubnis zu fragen. Außerdem störte dieser sich an der Politik der Briten, die die hinduistischen Marwari-Händler den einheimischen vorzogen.
Die britische Armee war stark in der Unterzahl, sie verfügte nur über 800 Europäer und 2200 Inder. Der Nawab hatte demgegenüber eine Armee von ungefähr 50.000 Mann und eine Abteilung schwerer Artillerie mit 53 Kanonen. Die Truppenstärken waren so unausgeglichen, dass General Robert Clive am 21. Juni bei Katwa einen Kriegsrat einberief, um über das Risiko eines Zusammentreffens zu beraten, zumal dieses 150 Meilen von seiner Basis entfernt stattfinden würde. Clive war zunächst skeptisch, ließ sich jedoch durch die Argumente von Major Eyre Coote, 39th Regiment umstimmen. Zudem hatte er Versicherungen von Mir Jafar erhalten, der die Seiten wechseln wollte. Am 22. Juni überschritten die Einheiten von Clive unter Zurücklassung aller Kranken und überflüssiger Ausrüstung im Fort von Katwa den Fluss. Während der Nacht nahm Clive in einem Mangowäldchen am linken Ufer des Bhagirathi Aufstellung.

## Die Schlacht

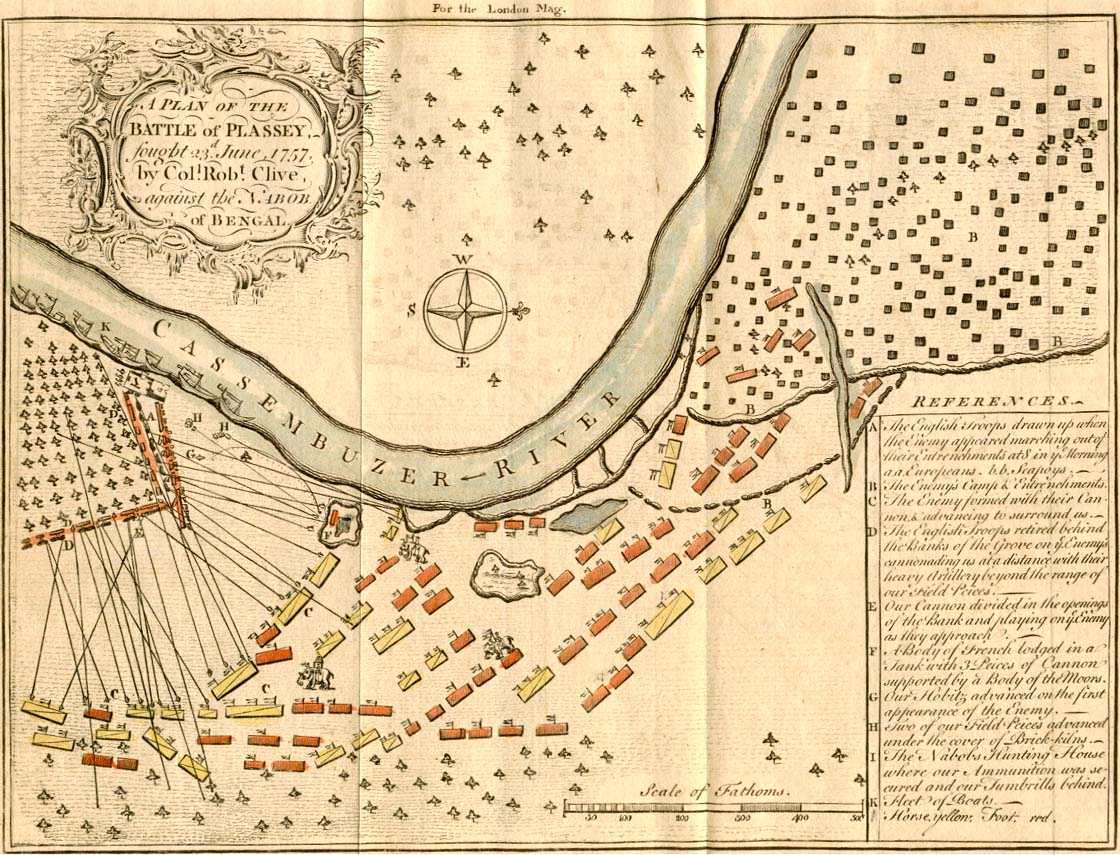
Plan der Schlacht von Plassey aus einer englischen Veröffentlichung von 1760. Unter F eine französische Artilleriestellung.

Früh am Morgen des 23. Juni verließ die Armee des Nawab ihre Schanzwerke und stellte sich in Linie auf, wobei sie die rechte britische Flanke einschloss. Clive verließ das Wäldchen. Seine linke Flanke bezog Stellung in einer Jagdhütte des Nawab mit einer Steinmauer, Plassey House. Die Linie war in sechs Abteilungen gegliedert. Die Europäer in der Mitte formten vier Abteilungen, Major Kilpatrick befehligte die bengalische Infanterie, Major Grant und Major Eyre Coote das 39. Regiment Infanterie, und Hauptmann Georg Friedrich Gaupp befehligte die Madras-Infanterie mit den Sepoys als zwei Abteilungen an den Flügeln.
Hauptmann William Jennings befehligte die Artillerie mit drei Sechspfünder-Kanonen auf jeder Seite. Clive und eine kleine Abteilung, die auch über die verbliebenen zwei Sechspfünder und die Haubitzen verfügte, postierten sich neben zwei Steinmauern, ungefähr 200 Yard (ca. 180 Meter) vor der linken Abteilung. Die gesamte Linie war kaum 1.000 Yard (ca. 910 Meter) breit.
Die Truppen des Nawab wurden in dichte Kolonnen Kavallerie und Infanterie aufgestellt, dazwischen Artilleriebatterien unterschiedlicher Stärke. Davon unbeeindruckt gingen Clives Kräfte zum Angriff über, allerdings unvermeidlicherweise nur auf eine kleine Front konzentriert. Dabei wurden sie von ihren Kanonen auf beiden Flanken unterstützt. Die Verluste waren allerdings höher, als es sich die kleine Truppe Clives erlauben konnte. Er wich also in die Deckung des Wäldchens zurück, die ein wenig Schutz vor dem Feuer bot. Währenddessen beschossen die Kanonen weiterhin die Truppen des Nawab. Die schiere Größe der Armee des Nawab und die Aufstellung über eine große Fläche verringerten ein wenig die Feuerkraft, die auf die Briten konzentriert werden konnte. Dennoch zeigen die Verlustzahlen der britischen Artillerie, dass sie einen stetigen Blutzoll forderte. Clive war entschlossen, die Kanonade während des Tages fortzusetzen und bei Nacht einen erneuten Angriff vorzutragen.
Während der Schlacht setzte eine Stunde lang ein heftiger Monsunsturm ein, der beide Seiten bis auf die Haut durchnässte. Die indische Artillerie konnte nicht mehr so viele Schüsse abgeben, weil ihr Schießpulver nicht ausreichend vor der Feuchtigkeit geschützt war. Die indische Kavallerie griff in der Hoffnung an, dass die britische Artillerie ebenso in ihrer Feuerrate beeinträchtigt war. Nach neun Jahren hart gewonnener Erfahrung hatten die britischen Kanoniere jedoch ihr Pulver vor Feuchtigkeit geschützt. Die Kavallerie wurde mit drei Salven aus allen Rohren zurückgeschlagen. Die schweren Verluste, die die indische Kavallerie erlitt, kamen einem Gnadenstoß für die Armee des Nawab gleich. Mir Jafar zögerte nicht länger und verließ den linken Flügel. Die indische Hauptkampflinie löste sich auf. Insgesamt dauerte die Schlacht nur wenige Stunden.
In der Tat war die Schlacht schon vorher entschieden. Der britische General Robert Clive hatte den Onkel und Stabschef des Nawab, Mir Jafar, der die Artillerie und einen Großteil der Armee befehligte, bestochen. Mir Jafar machte sich selbst Hoffnungen auf den Thron. Außerdem war die Mehrzahl der Soldaten des Nawabs dazu bestochen worden, ihre Waffen wegzuwerfen, sich frühzeitig zu ergeben oder sogar ihre Waffen auf die eigenen Kameraden zu richten.
Das Resultat war, dass Siraj-ud-Daula von den besten Truppen seiner Armee im Stich gelassen wurde. Die Briten konnten die verbliebenen loyalen Truppen besiegen. Mir Jafar wartete nervös auf die Ankunft von Clive, bevor er den Thron (masnad) bestieg. Siraj-ud-Daula wurde bald darauf gefangen genommen und von Mir Jafars Sohn Miran ermordet, als er nach Bihar zu fliehen versuchte.

## Teilnehmende Einheiten
- Briten:
  - 1st Coy Bengal Artillery (Kommandeur: Captain William Jennings); (jetzt 9 Plassey Battery, Royal Artillery): ca. 100 Kanoniere; Artillerie insgesamt: 12 × 6-Pfünder-Kanonen und 2 Haubitzen
  - Marineartillerie der HMS Tiger: 50 Kanoniere
  - Lascars: 150 Mann
  - His Majesty 39th Regiment of Foot (Major Eyre Coote, Major Grant); (jetzt 1st Battalion Devon & Dorset Regiment): ca. 500 Infanteristen
  - 2200 indische Soldaten (Sepoy)
    - Madras Infantry (Captain G. F. Gaupp)
    - Bengal Infantry (Major Kilpatrick)

- Bengalen:
  - 50.000 Mann mit 53 Kanonen

## Wirkung
Die Schlacht von Plassey wird als der Beginn der britischen Herrschaft in Indien betrachtet. Jawaharlal Nehru schreibt in The Discovery of India (1946), Clive habe die Schlacht gewonnen, indem er „Verrat und Falschheit förderte“. Auch merkt er an, dass die britische Herrschaft in Indien „einen geschmacklosen Anfang hatte, und ihr etwas dieses bitteren Nachgeschmacks seitdem noch immer anhaftet.“
Bengalen war zur damaligen Zeit eine der reichsten, wenn nicht überhaupt die reichste Provinz Indiens. Der Ganges war eine alte Handelsstraße, die Bengalen mit dem Hinterland, Patna und Benares, dem Norden und dem Nordwesten – und auf dem Seeweg mit Ostasien – verband. Der britische Sieg bei Plassey war laut Brooks Adams der endgültige Wendepunkt hin zu einer Überlegenheit des Westens in Asien. Noch hundert Jahre zuvor seien Indien und auch China kulturell, technologisch und wirtschaftlich dem Westen in vieler Hinsicht überlegen gewesen. „Der Sieg der Briten bei Plassey und die daran anschließende 'Plünderung Bengalens' schlug Wellen...“ Adams schrieb weiter: „Schon bald nach Plassey begann die bengalische Beute in London einzutreffen; und es scheint, daß dies eine sofortige Wirkung hatte, denn alle Experten stimmen überein, daß die industrielle Revolution 1760 ihren Anfang nahm, ein Ereignis, welches das 19. Jahrhundert von allen vorangegangenen Zeitaltern unterscheidet ... nichts kann mit der Schnelligkeit verglichen werden, mit der die darauf folgenden Veränderungen eintraten ... Bevor der indische Schatz zufloß, und vor der Ausweitung der Kredite, die [darauf] folgte, gab es kein Potential, das für diesen Zweck genügt hätte ... Vielleicht seit Beginn der Welt hat keine Investition jemals einen solchen Gewinn abgeworfen wie der, den man aus der indischen Beute herausschlug, denn fast fünfzig Jahre lang stand Großbritannien ohne Konkurrenz da.“ 
Clive wurde 1762 der Titel Baron Clive, of Plassey, verliehen, und er erwarb Ländereien in County Limerick und County Clare in Irland. Er taufte einen Teil seines Grundbesitzes bei Limerick City auf den Namen Plassey. Nach der irischen Unabhängigkeit gingen diese Ländereien in Staatsbesitz über. In den 70er Jahren wurde hier ein technisches College gegründet, aus dem später die Universität von Limerick hervorging.